# Dicée de Maugé
Dicaeum maugei
Espèce
Statut de conservation UICN

 LC  : Préoccupation mineure
Le Dicée de Maugé (Dicaeum maugei) est une espèce de passereau placée dans la famille des Dicaeidae.

## Nomenclature
Son nom commémore le zoologiste René Maugé de Cely.

## Habitat
Il habite les forêts humides tropicales et subtropicales.

## Répartition et sous-espèces
- D. m. splendidum Büttikofer, 1893 — îles Selayar : Selayar et Tanah Jampea ;
- D. m. maugei Lesson, R, 1830 — îles de la Sonde orientales ;
- D. m. salvadorii Meyer, AB, 1884 — îles Moa et Babar ;
- D. m. neglectum Hartert, 1897 — Nusa Penida et Lombok.